# 杨诗曼
杨诗曼（1986年7月1日—），以印尼文譯則為阿格妮絲·莫妮卡·穆加托，是印尼华裔流行歌手，舞蹈演员，演员，歌手，和制片人。杨诗曼還具有德國和日本血統。

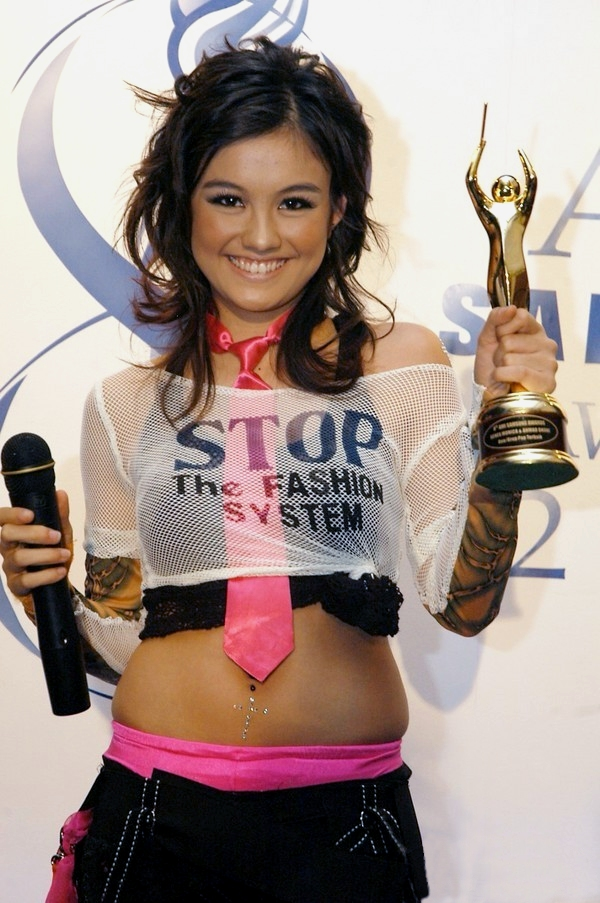
2004年的杨诗曼

## 唱片
- 1992: Yess!
- 1995: Bala-Bala
- 2003: ..And The Story Goes
- 2005: Whaddup A.. '?!
- 2008: NEZ
- 2009: Sacredly Agnezious
- 2011: Agnes Is My Name
- 2013: Agnez Mo

## 外部連結
- 杨诗曼個人網站 （页面存档备份，存于）
- Agnes Monica中文網頁介紹 Archive.today的存檔，存档日期2013-01-05
- 杨诗曼Twitter （页面存档备份，存于）
- Agnes Monica歌迷網站 （页面存档备份，存于）
- Agnes Monica的MySpace主頁
- 杨诗曼在互联网电影资料库（IMDb）上的資料（英文）